# Tecmerium
Tecmerium is een geslacht van vlinders van de familie spaandermotten (Blastobasidae).

## Soorten
- T. anthophaga (Staudinger, 1870)
- T. mnemosynella (Millière, 1876)
- T. perplexum (Gozmany, 1957)
- T. rosmarinella (Walsingham, 1901)
- T. spermophagia Walsingham, 1907